# Битка код Курска
Битка код Курска вођена је у Другом светском рату између совјетских и немачких снага током лета 1943. године (од 5. јула до 23. августа). То је највећа тенковска битка у историји ратовања и једна од најзначајнијих савезничких победа током 1943. године. Најжешће борбе вођене су око села Прохоровке.
Намера немачких копнених снага, Вермахта, била је разбијање средишњег дела Источног фронта, а затим с југа обухватити Москву и нанети одлучујући ударац Црвеној армији. Немачка офанзива почела је 5. јула под тајним називом Цитадела (  - „тврђава“). У бици је са немачке стране ангажовано 50 дивизија (од којих 34 пешадијске, 14 оклопних и 2 моторизоване) - укупне јачине око 900.000 војника, 2.700 тенкова и самоходних и јуришних топова, 10.000 артиљеријских и минобацачких цеви, уз подршку око 2.000 авиона, док је са совјетске стране ангажовано 12 армија (од којих 2 оклопне). Совјети су имали извесну бројчану предност у људству и наоружању - 20.000 топова и минобацача, 920 ракетних бацача (каћуша), 3.600 тенкова, уз подршку 2.400 авиона.
Упркос већим губицима руске снаге су извеле успешан контранапад и до 23. августа Немци су били поражени. Из строја им је избачено до 500.000 војника од тога око 60.000 погинулих и око 150.000 рањених (током прве етапе битке односно немачке офанзиве). Касније, током совјетске против-офанзиве, тај број се попео на преко пола милиона погинулих, рањених и заробљених. Стварни совјетски губици обелодањени су тек 1991. и износили су око 800.000 погинулих, рањених и несталих (током обе етапе битке).
Победом Црвене армије у овој бици, иницијатива на Источном фронту прешла је на совјетску страну. Од тада па све до краја рата немачке јединице су се налазе у константној дефанзиви.

## Стање на Источном фронту пре битке
Вермахт је запао 1943. у велике проблеме. Главни циљеви Барбаросе нису испуњени ни 1941. ни 1942. године, због пораза испред Москве и Стаљинграда који су урушили морал немачке војске али и проузроковали жестоке губитке у техници и наоружању. Фронт се почетком јула 1943. године стабилизовао на свим деловима и обе стране су затишје искористиле за попуњавање губитака и концентрисање трупа. Од Баренцовог мора до Ладошког језера била је развијена 7. самостална армија и такозвани Карелијски фронт совјетске војске. Њима су се супротстављале две финске оперативне групе; „Масељска“ и „Олоњецка“ као и немачка 20. лапонска армија. Јужније, око Лењинграда дејствовао је Лењинградски, Волховски и Северозападни фронт совјетске војске са задатком одбране града и пробоја блокаде Лењинграда. Против њих су дејствовале група армија „Север“ и финска Оперативна група „Карелијска превлака“. Јужније, у средишњем делу Источног фронта су се налазили Калињински, Западни и Брјански фронт (фронтови који су после битке за Москву били попуњавани, реформирани и спајани). Њима се супротстављала моћна група армија „Центар“ која је делом била развијена јужније против совјетског Централног, Вороњешког, Југозападног, Степског и Јужног фронта. Међутим, тим совјетским фронтовима се непосредно супротстављала и група армија „Југ“ под командом Ериха фон Манштајна. На Криму се налазила немачка група армија „А“.
У 1943. години су се десиле велике промене између зараћених страна, уведене су нове јединице, нови модели тенкова и авиона, али се променио и однос снага. Совјетска авијација је постепено појачавала своје присуство, и превласт у ваздуху коју је немачка Луфтвафе имала током 1941. и 1942. године, је изгубљен. Совјетска авијација је постепено избацивала застарело наоружање и борбену технику, а убацивала у мање окршаје нове прототипове авиона, како би их истестирала.
Истовремено, у северној Африци фашистичке снаге су претрпеле неколико тешких пораза, а 13. маја немачки генерал-пуковник Јирген фон Арним потписао је капитулацију свих преосталих фашистичких снага на тлу северне Африке, чиме су створени објективни услови за отварање другог фронта у Европи.

## Планови и снаге Вермахта за нову офанзиву
Да би повратиле урушени морал, преокренуле ситуацију на Источном фронту, и извојевале победу, немачке трупе су морале да остваре велику победу у офанзиви. Међутим, још од 1942. године немачка војска није имала капацитет да изврши општу офанзиву на свим деловима фронта, те се стога приступило изради плана о офанзиви на једном делу фронта. Совјетска војска не само да је успела да попуни велике губитке у наоружању које је имала у претходне две године, већ се повећала, како у квантитету, тако и у квалитету наоружања. Због тога је било неопходно одабрати место офанзиве где би се постигли највећи успеси концентрисањем најмоћнијих снага.
Одабир је пао на околину града Курска из више разлога. Најважнији је био тај да се око тог града створила избочина као резултат совјетског противнапада 1943. године. Планирано је да се та избочина опколи дејством по боковима, затим униште опкољене снаге, и настави напредовање дубље у Русију. За остваривање овог плана сконцентрисане су огромне снаге: 50 дивизија, од којих чак 16 тенковских и моторизованих, две тенковске бригаде, три самостална тенковска батаљона и осам батаљона јуришних топова. Све укупно ове јединице, распоређене у групу армија „Центар“ и групу армија „Југ“ су бројале око 900.000 људи, 2.700 тенкова и 10.000 артиљеријских и минобацачких цеви, док су их из ваздуха подржавале 4. и 6. ваздушна флота са око 2.000 авиона. Група армија „Центар“ би нападала са севера у правцу југоистока, а група армија „Југ“ са југа у правцу североистока. Јединице које је требало да непосредно крену у офанзиву, биле су следеће:
- Група армија „Југ“ - фелдмаршал Ерих фон Манштајн

Снаге: 24 дивизије са приближно 440.000 војника, 4.000 артиљеријских и минобацачких цеви и 1.500 тенкова, јуришних и самоходних топова.
- - 4. оклопна армија - генерал Херман Хот
    - 52. армијски корпус (три ојачане пешадијске дивизије) - генерал Еуген От
      - 57. пешадијска дивизија
      - 255. пешадијска дивизија
      - 332. пешадијска дивизија

    - 48. оклопни корпус (три оклопне дивизије и 2/3 једне пешадијске дивизије) - генерал Ото фон Кнобелсдорф
      - 3. оклопна дивизија
      - 11. оклопна дивизија
      - „Велика Немачка“ оклопна дивизија
      - 167. пешадијска дивизија - 2/3

    - 2. СС оклопни корпус (три СС дивизије и 1/3 једне пешадијске дивизије) - обергрупенфирер Паул Хаусер
      - 1. СС дивизија оклопних гренадира „Телесна гарда Адолфа Хитлера“
      - 2. СС дивизија оклопних гренадира „Рајх“
      - 3. СС дивизија оклопних гренадира „Мртвачка глава“
      - 167. пешадијска дивизија - 1/3

  - армијска група Кемпф' - генерал Вернер Кемпф
    - 3. оклопни корпус (три оклопне дивизије и две пешадијске дивизије) - генерал Херман Брајт
      - 6. оклопна дивизија
      - 7. оклопна дивизија
      - 19. оклопна дивизија
      - 168. пешадијска дивизија
      - 198. пешадијска дивизија

    - 11. армијски корпус (две ојачане пешадијске дивизије) - генерал Ерхард Раус
      - 106. пешадијска дивизија
      - 320. пешадијска дивизија

    - 42. армијски корпус (три пешадијске дивизије) - генерал Франц Матенклот
      - 39. пешадијска дивизија
      - 161. пешадијска дивизија
      - 282. пешадијска дивизија

    - Резерва армијске групе
    - 24. оклопни корпус (једна оклопна дивизија и једна СС дивизија) - генерал Валтер Нехринг
      - 17. оклопна дивизија
      - 5. СС дивизија оклопних гренадира „Викинг“
- Група армија „Центар“ - фелдмаршал Гинтер фон Клуге

Снаге: 26 дивизија са приближно 460.000 војника, 6.000 артиљеријских и минобацачких цеви, 1.200 тенкова, јуришних и самоходних топова.
- - 9. армија - генерал - Валтер Модел
    - 20. армијски корпус (четири пешадијске дивизије) - генерал Фрајхер фон Роман
      - 45. пешадијска дивизија
      - 72. пешадијска дивизија
      - 137. пешадијска дивизија
      - 251. пешадијска дивизија

    - 46. оклопни корпус (четири пешадијске дивизије) - генерал Ханс Цорн
      - 7. пешадијска дивизија
      - 31. пешадијска дивизија
      - 102. пешадијска дивизија
      - 258. пешадијска дивизија
      - „Мантојфел“ борбена група

    - 41. оклопни корпус (једна оклопна дивизија и две пешадијске дивизије) - генерал Јозеф Харпе
      - 18. оклопна дивизија
      - 86. пешадијска дивизија
      - 292. пешадијска дивизија

    - 47. оклопни корпус (три оклопне дивизије и једна пешадијска дивизија) - генерал Јоахим Леменсен
      - 2. оклопна дивизија
      - 9. оклопна дивизија
      - 20. оклопна дивизија
      - 6. пешадијска дивизија

    - 23. армијски корпус (три пешадијске дивизије) - генерал Јоханес Фрајснер
      - 78. јуришна дивизија
      - 216. пешадијска дивизија
      - 383. пешадијска дивизија

    - Армијска резерва
      - 4. оклопна дивизија
      - 12. оклопна дивизија
      - 10. оклопно-гренадирска дивизија
      - 36. пешадијска дивизија

  - 2. армија - генерал Валтер Вајс
    - 7. армијски корпус (четири пешадијске дивизије) - генерал Ернст-Еберхард Хел
      - 26. пешадијске дивизије
      - 68. пешадијска дивизија
      - 75. пешадијска дивизија
      - 88. пешадијска дивизија

Осим њих сакупљено је још око 20 дивизија које су биле оперативна резерва и које је требало, ако је потребно, да се придруже офанзивним снагама.
За ову битку немачка војска је добила не само попуњавање у оклопним снагама већ и нове моделе. Први пут на бојишту ће се појавити Пантер, Фердинанд, Хамел, ШтуГ са антикумулативним екранима, Брумбер и други. Све ово говори о значају који је команда Вермахта придавала овој операцији. Послате су и ескадриле нових авиона и нових типова као што је на пример : „Штука“ са два топа калибра 37 mm, који су коришћени као ловци тенкова.
Колико је ова операција била важна говори и чињеница да је већина возила која је произвођена, послата на Курску избочину. Сви најновији модели тенкова и ловаца тенкова, самоходних топова и ракетних бацача су, често и без тестирања, слати у оперативне јединице под највећом тајношћу да би се постигао ефекат изненађења.

## Планови Ставке за одбрану
Ставка је још по стварању курске избочине имала у виду да би Вермахт могао да офанзивом одсече целу избочину и промени стратегијску ситуацију на целом фронту. Међутим још неколико опција је било у игри: Лењинград, Москва, Кавказ. Совјетски обавештајац Николај Кузњецов је у једној операцији сасвим разоткрио немачке планове за офанзиву.

### „Цитадела“ престаје да буде тајна
У центру града Ровна, 31. маја 1943. године, десио се необичан и веома кобан догађај за немачку војску: совјетски обавештајац Николај Кузњецов под лажним именом натпоручника Паула Зиберта је од немачког рајхскомесара Ериха Коха успео да дозна место и циљ будуће операције „Цитадела“. Овај совјетски обавештајац је на превару хтео да ликвидира Ериха Коха али је исти почео да одаје веома важне и поверљиве информације мислећи да се ради о његовом земљаку из источне Пруске. Не само да је дознао најважније ставке „Цитаделе“ већ је сазнао да ће Немци употребити ново наоружање и ратну опрему. О свему је још истог дана известио своју команду.

### Црвена армија се спрема за предстојећу офанзиву Вермахта
Сазнавши да се команда Вермахта припрема за снажну офанзиву Стаљин је сазвао састанак команданата фронтова 2. јуна 1943. године на којем су разрађени планови за одбрану. Постојало је више идеја: да се одмах крене у напад док Вермахт не добије пуну снагу, да се сконцентришу снаге северније и крене у општу офанзиву од Туле до Балтика, да се врши само одбрана и не предузимају веће офанзивне акције, да се врши одбрана док се не сломе оштрице немачког напада и да се онда крене у офанзиву. Преовладала је ова последња и припреме су се убрзале. Ка Курску су кренуле дугачке композиције са наоружањем, трупама и ратном опремом.
Северни део курске избочине су браниле трупе Централног фронта под командом Константина Рокосовског. На линији дугој 306 km концентрисано је преко 700.000 људи, 1.780 тенкова и 1.092 авиона. По проценама Ставке ове трупе би примиле најтежи ударац и зато је овде извршена и веома велика концентрација мина и минских поља.
Јужни део избочине су браниле трупе Вороњешког фронта под командом Николаја Ватутина. Овај фронт је до почетка немачке офанзиве бројао 626.000 војника, 1.600 тенкова и 1.080 авиона. Трупе су сконцентрисане са тежиштем на лево крило фронта (Ватутин је сматрао да ће ту доћи најтежи ударац јер би пробој на том сектору дозволио немачкој војсци да рашири пробој и ухвати што више совјетских трупа у клопку).
Постојао је и такозвани Степски војни округ. Из научених искустава битке за Кијев, Минск и око Вјазме Ставка је извела закључак да се мора обезбедити позадина одбрамбених линија (у случају да се Вермахт пробије дубље). Линију Тула – Јелец – Стари Оскол – Расошное је држало 573.000 војника и 1.550 тенкова под командом Ивана Коњева.

## Пакао Цитаделе почиње
Морају се разликовати два дела битке код Курска: немачка офанзива и совјетски против-напад.
Пре почетка саме битке совјетска војска је извела рискантну али веома плодоносну операцију извиђања и хватања заробљеника. Заробљени немачки каплар је рекао старијем воднику Подгорбунском који је командовао подухватом да ће немачка офанзива почети за 2 до 3 дана. То се десило у ноћи између 2. и 3. јула. Пошто се извиђањем 5. јула сазнао и тачан час операције совјетска одбрана је стављена у пуну приправност и отпочеле су припреме за контра-мере. Совјетска авијација је стављена у пуну приправност а неке ескадриле су и полетеле. Последње резерве су пристигле 2 сата пре почетка немачке офанзиве.

### Офанзива Вермахта - одбрана совјетских трупа
Планирано је да немачка војска крене у офанзиву без велике артиљеријске припреме. Она би уследила по дубини совјетског фронта да би се постигло изненађење и совјетска авијација онемогућила да дејствује одмах по почетку операције. Међутим совјетска авијација је већ била у ваздуху и летела ка немачким аеродромима. Иако је било рано јутро совјетски авиони су пронашли своје мете и нанели губитке Луфтвафеу на самим аеродромима. У исто време почела је и совјетска контраприпрема. На десет минута пре очекиваног немачког напада, на сектору фронта јужно од Орла, око 500 топова, 460 минобацача и 100 „каћуша“ извело је масивну артиљеријску припрему која је нанела немачкој војсци губитке у артиљерији, лаким механизованим јединицама али, по сећањима маршала Жукова није имала већи ефекат на немачке снаге осим што је помела сам почетак немачког напада. Разлог је био некоординисање и пуцање „на слепо“.
У 5 сати и тридесет минута по локалном времену Вермахт је кренуо у офанзиву на северном а пола сата касније и јужном делу избочине код Курска. После 15-о минутне артиљеријске припреме у напад су кренули средњи и лаки тенкови, иза њих панцергренадири у оклопним транспортерима. У другом ешелону су кренули батаљони опремљени Пантер тенковима и самоходни ловци тенкова Фердинанд уз пратњу регуларне пешадије. У напад је кренула само трећина Пантера јер је већина имала проблема са моторима (покварили се пре него што су стигли до борбених линија). На стотине ловаца и јуришних бомбардера се појавило у ваздуху и почело да напада прве линије совјетске одбране. По молби Валтера Модела већина ловаца понела је са собом и бомбу, неки и по четири. Проблем је био мањак авиона за тзв. прецизно бомбардовање. Ловци су коришћени масовно у те сврхе јер је совјетска ловачка авијација у саму зору извела нападе на немачке аеродроме и потребно јој је било попуњавање и пуњење горивом.
Совјетске трупе које су браниле курску избочину нашле су се под тешком и густом ватром. Вермахт је користио уређаје за локацију звука и после баражне противприпреме већина совјетских артиљеријских батерија била је лоцирана и нашла се под директном ватром. Војник Јуриј Кисељев из 151. артиљеријске батерије која се нашла под нападима немачке 9. армије написао је у свом дневнику о борби тог јутра:
Наша батерија је после пола сата жестоке ватре добила наређење да прекине дејство, провери муницију, очисти цеви и буде спремна да дејствује по координатама које би нам послали наши другови у првим борбеним линијама. Тада смо видели да ка нама долећу ужарене лопте, уз вриштећи звук и са дугим димним репом. Нико није ни претпоставио да су то Небели отворили ватру по нама, само срећни су се извукли. Уништили су нам 3 топа а четврти и пети онеспособили за дејство. Половина нас је одлетела у ваздух. Ми који смо преживели известили смо команду о дејству ракетне артиљерије и губицима.
Међутим, иако су прве линије совјетске одбране претрпеле губитке војници нису одступили и веома брзо су зауставили напредовање немачког првог ешелона. Сама тактика совјетске одбране онемогућила је немачку војску да се брзо пробије и сачува кохезију тенковских трупа. Због велике концентрације против-тенковских топова и пушака као и због нове тактике „зона за уништавање тенкова“ немачки оклоп је не само заустављен већ је претрпео и велике губитке. Тенкови су уништавани директним гађањем, заустављани су ПТРС и ПТРД против-тенковским пушкама (кидање гусеница), улетали су у минска поља за која нису знали да постоје а обилазили лажна минска поља и нису постигли жељени резултат да се још у рану зору пробију неколико километара у совјетску позадину.
Међутим, совјетске трупе су претрпеле значајне губитке у оклопним трупама које су биле на првим борбеним линијама (план је био да се, када се зауставе немачки тенкови, крене у малим борбеним групама у противнапад и одбаци противник са ничије земље). Совјетске трупе су биле непријатно изненађене новим немачким тенковима. У совјетском радиограму команди одбране се пренело изненађење дејством Пантера по совјетском оклопу:
Непријатељ је убацио у борбу нови тенк!
Облик је сличан Тридесетчетворци Т-34!
Тенк је са веома јаким оклопом, тежине око 40-50 тона.
Наоружан је вероватном топом 88 милиметара.

Имамо губитке на даљинама преко 2.000 m!

#### Северни део избочине
После 5. јула и почетних грешака совјетске авијације (изгубљено је преко 120 авиона) почињу жестоке и крваве борбе у ваздуху. На северни сектор фронта немачка авијација концентрише своје напоре да се осујети совјетска ловачка авијација и дозволи авионима за обрушавање и ловцима тенкова дејство по совјетским линијама. Међутим већ у предвечерје 5. јула совјетска авијација се потпуно повратила од првобитних губитака и започете су жестоке борбе. Сутрадан, 6. јула Луфтвафе је кренула у још жешће нападе са ловцима као претходницом док су Штуке и остали авиони за прецизна дејства по земљи летели километар-два иза њих. План је био да ловци одврате совјетску ловачку авијацију да, када узлети, дејствује по рањивим Штукама и Хеншелима. Међутим совјетска авијација је у таласима већ летела и успела је да разбије формације ловаца али истовремено нападне немачке бомбардере. То је ублажило последице дејства по земаљским циљевима совјетске војске али није их спречило: колоне возила, утврђења, артиљерија и оклопна возила нашли су се под јаким дејством Луфтвафиних бомбардера. Немачка авијација је 5. и 6. јула ваздушну супериорност и остваривала свој план уништавања совјетске ловачке авијације.
Међутим 7. јула ситуација се битно изменила. Док је претходних дана у ваздуху била само трећина совјетских ловаца 7. јула полећу скоро сви: немачка ловачка авијација трпи губитке и не може да изолује совјетске ловце. Почињу до тада најжешће ваздушне битке са по неколико стотина авиона у ваздуху истовремено. Совјетски Штурмовици освајају своје прве победе: совјетска 16. ВА пријавила је око 60 уништених немачких тенкова и тридесетак моторних возила без иједног губитка. Цела јединица се вратила натраг у базу без губитака. Луфтвафе је тог дана обуставила летове бомбардера због мањка горива. Совјетска авијација је 7. јула изгубила укупно 30 авиона.
На земљи, немачка 9. армија је улетела у клопку још првог дана офанзиве: простор од 40-ак километара који је био оперативни правац наступања је у ствари био терен испресецан многим минским пољима, тенковским препрекама, дубоко укопаним линијама и заседама са против-тенковским топовима. Тог 5. јула 9. армија не само да није постигла зацртане циљеве већ је и веома важна опрема избачена из борбе: јуришни топови Фердинанд су заустављени у минским пољима и само 12 од 47 су прошли неоштећени кроз минска поља. Немачка војска је увидела да су Фердинанди веома рањиви због недостатка митраљеза али и сувише троми да би се пробијали кроз јаке совјетске линије.
Са друге стране, совјетски команданти су почели да примењују смртоносну тактику коју су немачки команданти назвали Pakfront - у преводу фронт против-тенковских топова. Читаве батерије ЗиС и Ф-22 против-тенковских топова су распоређиване по укопаним и ојачаним линијама са наредбом да не пуцају док се немачке оклопне снаге не приближе. Када би немачки тенкови пришли на раздаљину од неколико стотина метара сви топови батерије би отворили ватру усмерену на само један тенк, уништиле га и одмах пренели ватру даље, на следећи тенк. У исто време, пешадија која је постављана бочно и минобацачи који су били у благој позадини би отворили ватру по немачкој пешадији. То је довело до великих губитака са немачке стране.
Немачке оклопне снаге су до 5. августа непрекидно нападале и успеле да се незнатно пробију када је Валтер Модел наредио да се цела бреша око Орлаа (оперативни правац побоја) напусти и трупе повуку да би се избегло опкољавање и уништавање немачких оклопних снага. Совјетска војска је истовремено кренула у контра-напад,ослободила Орел истог дана а у следећих пар дана очистила цео правац. Немачка војска се повукла на почетне положаје и тиме је практично завршена немачка офанзива на северу.
Резултати немачке офанзиве на северу су били веома мали: уз губитке од 143 оклопна возила немачка војска је успела да се пробије само кроз прву борбену линију совјетских трупа у дубини од око 8 km. Совјетска војска се повлачила стриктно уз наређење, по плану одбрамбених операција који је створен још пре почетка немачке офанзиве и самим тим избегнута је паника и расуло које је постојало током 1941. и 1942. године. Немачки губици су у поређењу са јужним делом избочине били релативно мали али циљеви операције нису постигнути и трупе на југу су имале још веће проблеме. Изгубљена су и нова, веома важна оклопна возила и исцрпљени ресурси.

#### Јужни део избочине
На југу су борбе биле теже и крвавије. Ваздушне операције су започете изнад совјетске 57. и 67. гардијске дивизије које су претрпеле тешке губитке у возилима и борбеној техници. Међутим, Луфтвафе се веома брзо сконцентрисала на совјетски 6. тенковски корпус који се развијао у дубини од 10 до 15 km, спремајући се да изведе контранапад у случају немачког пробоја. То је оставило немачку 4. тенковску армију незаштићеном и совјетски Штурмовици су кренули у лов на немачке тенкове. Директно из фабрика, ескадриле Штурмовика су добиле такозване ПТАБ бомбе — против-тенковске авијацијске бомбе. Оне су пуњене у контејнере од 132 до 192 комада и бацане са релативно мале висине на немачке тенкове, пробијале са лакоћом оклоп крова тенка и уништавале га.
Совјетски авиони су успели да створе супериорност у ваздуху већ првих дана офанзиве али је Луфтвафе константно слала ловце да осујети совјетске Штурмовике и заштити своје тенковске јединице. Приликом напада совјетског 2. гардијског тенковског корпуса на крило 1. СС оклопне дивизије Телесна гарда Адолфа Хитлера Луфтвафе је применила нову тактику: уместо тешких бомбардера и бомбардера за обрушавање послати су ловци Фоке-Вулф Фв 190 и специјализовани ловци тенкова Хеншел Хс-129 који су испред совјетских јединица избацили такозване „Лептир“ бомбе СД-2 које су нанеле велике губитке совјетским тенковима и лаким оклопним возилима.
На тлу, совјетски Вороњешки фронт је пробијен од стране 2. СС тенковског корпуса немачке 4. тенковске армије. На уском делу фронта који су бранили совјетски војници јачине два стрељачка пука створена је рупа кроз коју је 2. СС тенковски корпус прошао и пробио се у дубину од 15 km. Проблем Вороњешког фронта је био у томе што су се против-тенковска оруђа и мобилне резерве распоређивале једнако на целој избочини док је у исто време цео немачки тенковски корпус нападао један узан сектор од 4 до 6 km у дужину. Немачка 4. тенковска армија је одмах пробала и да прошири пробој и споји се са 48. тенковским корпусом који је такође направио пробој али се од тога одустало и пажња се посветила даљем напредовању.
Јужно од Белгорода армијска група Кемпф је успела да пробије одбрану совјетске 7. тенковске армије али не и да је потпуно потисне и натера на повлачење. Јаке кише и константни контра-напади су натерали јединице групе Кемпф да обуставе даља напредовања а неке јединице су и пребачене на друге секторе.
Северно од Белгорода немачки 48. тенковски и 52. армијски корпус су успели да пробију одбрану Вороњешког фронта, потисну трупе совјетске 1. тенковске, 6. гардијске и 69. армије и преузму операцијску иницијативу. Међутим, после иницијалног пробоја и напредовања, ширина пробоја се полако смањивала и док је 5. јула ширина пробоја била 30 km већ 7. јула се смањила на 20, а 9. јула на само 15 km. Дубина се смањила са почетних дневних 5 km на потпуно обустављање офанзиве 9. јула.
Совјетска команда је увидела да се немачки тенкови морају зауставити или барем успорити и совјетски инжењерци су успели да поставе преко 90.000 мина, непосредно у дубину немачког пробоја. Самим тим немачке трупе су морале не само да успоре већ и да се зауставе, чисте минска поља и поправљају штету коју си им она нанела. Одличан пример је дивизија Велика Немачка која је започела операцију са бројним стањем од 118 тенкова, а већ пет дана касније имала је нешто више од двадесет. Ово показује да су немачке оклопне снаге претрпеле велике губитке у оклопним возилима али нису изгубиле сва: многи тенкови су били тешко оштећени или покварени и чекали оправку која се изводила под отвореним небом. Чим би се возило оспособило одмах би било послато у своју јединицу.
И поред великих губитака цео овај пробој је представљао опасност за Вороњешки фронт. У сврху заустављања немачког пробоја покренут је целокупни Степски фронт који је до тада био у резерви планиран за овакву ситуацију. Једна од најснажнијих јединица овог фронта, 5. гардијска тенковска армија је 12. јула прикупљена у близини места Прохоровка.

#### „Битка челика“ код Прохоровке
У рану зору 12. јула командант немачког 2. СС оклопног корпуса Паул Хаусер је издао наређење да се нападне Прохоровка, а тако пробије трећи совјетски одбрамбени појас. У нападу су учествовале 1. СС дивизија оклопних гренадира „Телесна гарда Адолфа Хитлера“, 2. СС дивизија оклопних гренадира „Рајх“ и 3. СС дивизија оклопних гренадира „Мртвачка глава“. 2. СС је заузела положај на десном крилу, 1. се нашла у центру, а 3. СС се пребацила у долину реке Псел тј. на левом крилу. 2. СС оклопни корпус имали су у зору 12. јула следеће тенковско стање:
| тип возила      | 1. СС | 2. СС | 3. СС | укупно |
| --------------- | ----- | ----- | ----- | ------ |
| Панцер III      | 5     | 34    | 54    | 93     |
| Панцер IV       | 47    | 18    | 30    | 95     |
| Т-34            | нема  | 8     | нема  | 8      |
| Панцер VI       | 4     | 1     | 10    | 15     |
| Стуг III        | 20    | 20    | 20    | 60     |
| Мардер II и III | 20    | 20    | 20    | 60     |

То значи да је укупна тенковска снага 2. СС оклопног корпуса била 331 тенк и јуришни топ. Хаусер је такође могао да рачуна на пуну подршку Луфтвафеа и артиљерије.
Са друге стране бојног поља нашли су се елементи 5. Гардијске Армије и цела 5. гардијска тенковска армија. Због лакшег командовања све снаге на бојном пољу су стављене под команду Павела Ротмистрова. 5. гардијска армија је у саставу имала:
- 32. гардијски стрељачки корпус који се састојао од 13. и 66, гардијске стрељачке дивизије и 6. гардијске падобранске дивизије;
- 33. гардијски стрељачки корпус који се састоји од 95. и 97. гардијске стрељачке дивизије и 9. гардијске падобранске дивизије;
- као подршка у саставу армије су се нашле и 42.самостална гардијска стрељачка дивизија и 10. независни тенковски корпус.

Треба узети у обзир да се нису све ове дивизије сукобиле код Прохоровке, а приде оба корпуса су већ претрпела губитке у претходним борбама. Да би допунили снагу нешто од преосталог цивилног становништва је мобилисано као појачање 32. и 33. гардијском стрељачком корпусу.
5. Гардијска тенковска армија је имала следеће јединице у саставу:
- 5. гардијски механизовани корпус-генерал-мајор оклопних јединица Борис Михајлович Скворцов
- 29. тенковски корпус-генерал-мајор оклопних јединица Фјодор Георгијевич Аникушкин
- армији су као појачање придодати и 2. и 18. тенковски и 2. гардијски тенковски корпуси.

Потребно је поново узети у обзир да је 2. и 2. гардијски тенковски корпуси су већ били знатно ослабљени, и да су заједно са 5. гардијским механизованим држати у резерви.
Тенковска снага совјетских јединица је износила:
- 409 Т-34 средњих тенкова
- 188 Т-70 лаких тенкова
- 31 тешки пешадијски тенк типа „Черчил“
- 48 самохотки типа СУ-76 и СУ-122
- непознат број КВ-1 тенкова

Ово су међутим непотпуни подаци будући да обзир нису узети 2. и 2. гардијски тенковски корпуси као и 1529. самоходна бригада. Ови бројеви дају збир од 676 тенкова и самоходних оруђа. Већина ових тенкова је била подељена у два главна корпуса а то су 18. тенковски корпус који је имао 144 тенка (током битке појачан је са још 60 тенкова), и 29. тенковски корпус који је имао 212 тенкова. остатак возила је био расподељен између 2. и 2. гардијског тенковског корпуса и 5. гардијског механизованог корпуса. По неким изворима у бици су Совјетске снаге имале око 800-850 тенкова, али је ова претпоставка упитна.
Бојно поље на коме су се Немци и Руси сукобили је било ширине око 8 km и дужине око 8 km. То значи да је било мање него бојно поље код Ватерлоа 1815. године. 2. СС оклопни корпус је концентрисао своје снаге на мањем узвишењу око 1,5 km југозападно од Прохоровке. граница између 1. и 2. СС дивизије је била железничка пруга, а између 1. и 3. СС река Псел. 3. СС оклопна дивизија се налазила на узвишењу са друге сране реке Псел и одатле контролисала бојно поље.
у 6:30 ујутру „Телесна гарда Адолфа Хитлера“ је отпочела свој напад, истовремено совјетски 29. тенковски корпус је напао са 60 тенкова. Каћуше и тешка артиљеријска ватра, подржана са јуришним авионима типа Ил-2, отпочели су дејство по немачкој линији фронта. Ваздушни и артиљеријски напади били су поготово жестоки у сектору 1. СС дивизије. Тенковски напад упркос огромној подршци је одбијен без неких великих губитака. Главни разлог је много већи домет немачких противтенковских топова. У овом нападу Немци нису претрпели скоро никакве губитке док је бригада руских тенкова збрисана за мање од 15 минута. Следећи напад који је отпочео у 6:35 погодио је 2. СС дивизију оклопних гренадира „Рајх“. Напад је такође одбијен. Руске тенкове је прво жестоко бомбардовао 1. СС моторизовани и 2. СС моторизовани артиљеријски пук, да би се накнадно укључили сви тенкови из дивизије „Рајх“ и тотално онеспособили совјетски напад.
У 7:45 Совјети су послали два пешадијска пука подржана од стране 50 тенкова из 18. тенковског пука, са циљем да се униште положаји 3. СС дивизије оклопних гренадира „Мртвачка глава“. Напад је одбијен од стране пука „Теодор Ајке“ подржаног јуришним топовима типа ШтуГ III. Истовремено совјети су концентрисали главнину артиљерије на положаје 1. СС пука оклопних гренадира и напали га са око 40 тенкова типа Т-34, подржаних са јаким групацијама пешадије. СС-овци су међутим и овај напад одбили, али је зато било потребна интервенција 5 ловаца тенкова типа Мардер III и бомбардера Луфтвафеа. Источно одатле 70 тенкова 18. тенковског корпуса је покушало да изврши изненадни напад на немачки центар. На њихову несрећу налетели су на 7 тенкова типа Pz IV тј. претходницу оклопне групације и успели су да онеспособе 4 тенка. Овај потез је међутим алармирао борбену групу која је отворила жестоку ватру. Три преостала тенка у претходници су се окренула и пратећи Т-34 уништила 20 тенкова. Главна оклопна групација од 30 тенкова је извршила контра напад и после три сата жестоке борбе онеспособила 42 тенка. Напад је одбијен и Руси су претрпели стравичне губитке: 8 руских тенкова од 70 се извукло, а онеспособљена су само 4 немачка тенка.
Борба је настављена у 10.00 када је 18. тенковски корпус концентрисао 50 тенкова, 32. пук механизоване пешадије и артиљеријске елементе да би напао „Мртвачку главу“. Напад није успео да пробије немачку дивизију. али је успео да је спречи да напредује даље и повеже се са „Личном гардом Адолфа Хитлера“. У 10.30 неколико совјетских тенкова из 18. тенковског корпуса су се пробили до штаба 1. СС дивизије оклопних гренадира. Напад је одбијен артиљеријом и малим групама оклопних гренадира. У 13.30 Ротмистров је постао очајан његови напади нису имали ефекта, па је наредио напад 13. гардијске пешадијске дивизије и подржао га са 40 тенкова 2. тенковског корпуса. Оклопна група 1. СС дивизије оклопних гренадира је одбила напад уништивши све тенкове и разоривши 13. гардијску стрељачку дивизију. После ове успешне акције оклопна група је напала у правцу реке Псел у нади да се споји са 3. СС дивизијом оклопних гренадира „Мртвачком главом“. Док су се немачки тенкови кретали ка циљу, Ротмистров је наредио остацима 18. тенковског пука да нападну немачку формацију. Пук је добио око 60 нових тенкова који су управо стигли на бојно поље. То је ојачало 18. тенковски пук и омогућило му да пошаље око 100 тенкова у борбу. Кретање пука је, међутим примећено од стране Луфтвафеових извиђачких авиона и јављено је оклопној групи. Група је организовала такозвани panzerkeil са три Тигра на челу формације. Групација је затим стала и сачекала совјетске тенкове. На 2000 m немачки тенкови су отворили ватру. Руски тенкови, међутим нису хтели да се повуку. Иако је већина тенкова уништена напад је настављен. Један од руских тенкова се сударио са главним Тигрон(први тенковски таран у историји). Оклопна групација је прекинула напад и повукла се. До 18:00 18. тенковски корпус је престао да буде борбено ефективан.
У овом тренутку 5. гардијска тенковска армија је била приморана да се повуче да би прегруписала своје тенкове. једино су се 2. гардијски и елементи 2. и 29. тенковског корпуса наставили са нападима на 2. СС дивизију оклопних гренадира. У 15.00 оклопна група из 2. СС је напала и уништила остатке три корпуса источно од пруге. Истовремено Луфтвафе је напао и онеспособио напад совјетских снага на самом крилу 2. СС, уништивши 20 тенкова. у 18.00 3. СС дивизија оклопних гренадира је напала и уништила 27 тенкова који су спречавали повезивање са 1. СС дивизијом. До 19.00 борба се наставила дуж целог фронта масовним пешадијским нападима 5. гардијске армије. Комбинована артиљеријска и митраљеска ватра подржана авионима је одбила све нападе и до 21.00 битка је била готова.
Те вечери и Хаусер и Ротмистрев су сишли да виде резултате. Хаусер је ишао дуж бојног поља и бројао олупине руских тенкова. Био је шокиран. Само у сектору 1. СС избројано је 192 олупине. Свеукупно Немци су уништили између 520 и 700 зависи од извора и начина рачунања (такође Руси су у борбу убацили у току битке још 200 тенкова на почетно стање тако да је максималан број совјетских тенкова износи 876). Немачки губици су били 3 тенка тотално уништена и још 41 оштећен.
Ротмистров је те вечери примио поруку од Жукова који му је честитао на бриљантној победи. Разлог за поруку је био: Ротмистров је пријавио око 400 тенкова изгубљено, али је зато уништено 70 Тигрова и још 300 других немачких тенкова. Већ сутрадан ваздушне борбе изнад Прохоровке су биле жестоке, али су Руси рано изгубили премоћ у ваздуху услед велике концентрације ПВО-а и немачких ловаца.
Упркос томе што су Немци уништили 5. гардијску тенковску армију били су приморани 16. јула да се повуку услед совјетске контраофанзиве код Белгорода и реке Миус. Тако су изгубили малу иницијативу коју су имали после победе код Прохоровке.

#### Хитлер обуставља офанзиву
У ноћи између 9. и 10. јула савезничке снаге су се у операцији „Хаски“ искрцале на Сицилију. Отворен је нови фронт у Европи и немачка команда је морала да хитно пошаље појачање у Италију. Хитлер је из своје „Вучје јаме“ (командни бункер) наредио да се операција „Цитадела“, како је он рекао „привремено обустави“. Фелдмаршал фон Манштајн је убеђивао Хитлера да му дозволи да настави операције јер је „надомак победе“. Он је касније у својој књизи „Изгубљене победе“ аргументовао ову тврдњу чињеницом да је доста совјетских тенкова уништено и да се линија фронта стабилизовала. Хитлер му је дао још пар дана да настави са нападима али је већ 17. јула 1. СС дивизија оклопних гренадира послата у Италију. Свима је било јасно да је немачка офанзива завршена и чекао се совјетски одговор.

### Дефанзива Вермахта - велика совјетска против-офанзива
Совјетска команда је наредила операцију „Кутузов“ где је код Орела примила борбу са немачком 9. армијом која је одбачена и приморана на повлачење. Совјетска 11. гардијска армија под командом генерала Баграмјана је потпуно потиснула немачке јединице и успела да се пробије у немачку позадину.
На југу је совјетска војска тек 3. августа започела операцију „Војсковођа Румјанцев“ и успела да ослободи град Белгород. У Москви је испаљен ватромет у част ослобођења Белгорода и ово је после ушло у традицију да се за сваки већи ослобођени град испаљује ватромет. Совјетске трупе су стигле 11. августа до Харкова који није могао бити заузет у ходу.
Харков је заузет у наставку офанзиве после жестоких борби у самом граду, 23. августа 1943. године и то је био последњи пут да је овај град био у рукама немачке војске. Совјетска војска је обуставила даље напредовање на запад и фронт се стабилизовао. Обе стране су претрпеле велике губитке и биле су исцрпљене. По мишљењима многих историчара, највећа битка у историји је завршена.

## Значај и последице битке код Курска
Завршетком Курске битке завршена је и последња немачка офанзива на Источном фронту. После ове битке немачка војска се налази у константном повлачењу и иницијатива дефинитивно прелази на совјетску страну. Совјетска војска константно напредује на запад до пада Берлина 1945.
Током битке уништене су неке од најбољих немачких јединица. Подаци о немачким губицима варирају и крећу се до 500.000 (погинули, рањени, нестали). Ова бројка обухвата и губитке настале током совјетске против-офанзиве. Немачка војска је изгубила око 1.000 тенкова и оклопних возила и око 3.000 авиона. Са друге стране прави совјетски губици су износили око 800.000 погинулих, рањених и несталих, преко 6.000 уништених и онеспособљених тенкова и око 1.100 уништених авиона.
Током саме немачке офанзиве избачено је из строја око 50.000 немачких војника, 300 тенкова и око 200 авиона. Совјетски губици су били око 180.000 погинулих, рањених и несталих, 1.600 уништених и оштећених тенкова и преко 1.000 авиона. Треба имати у виду да се тачни подаци о губицима не могу одредити зато што је са совјетске стране документација некомплетна, а са немачке извршене велике реорганизације јединица.
Током Курске битке уведена су нова возила у наоружање Црвене армије и Вермахта као и нове тактике и стратегијска учења. Обе стране су извукле поуке из борбених дејстава на копну и у ваздуху. Промењени су начини дејства, бројност и опремљеност као и формације јединица. Совјетска војска је нарочито извукла поуку из оклопне борбе где је промењена формација на нивоу тенковског батаљона као и повећано садејство између тенковских и самоходних јединица. Уласком нових немачких тенкова у употребу убрзан је развој тенка ЈС-1 а касније ЈС-2, као контра-мера увођењу тенкова Пантер и све учесталијег појављивања тенка Тигар. Битка код Курска је такође убрзала савезничке припреме и отварање другог фронта у Европи.
Курска битка представља праву прекретницу Другог светског рата и њеним завршетком стичу се услови за прелазак реке Дњепар као и ослобађање целе Украјине.